# Hermann Behn

Hermann Behn (Foto um 1905)

Franz Hermann Behn (* 11. November 1857 in Hamburg; † 27. November 1927) war ein deutscher Pianist, Kapellmeister und Musikarrangeur.

## Leben
Behn war ein Sohn von Hermann Ludwig Behn. Noch als Assessor heiratete er 1883 Luise Stromberger, im Juni 1884 wurde der Sohn Siegfried geboren. Nachdem er 1885 das Assessorexamen bestanden hatte, gab er die Juristerei auf und wandte sich der Musik zu. Zuerst ging er mit seiner Familie nach München, wo 1887 Tochter Eva zur Welt kam, und Behn wurde Privatschüler von Joseph Rheinberger, dann von Anton Bruckner in Wien und ab 1887 von Hermann Zumpe in Hamburg, wo sein zweiter Sohn Walther geboren wurde. In zweiter Ehe war Behn mit Speranza Francesca Eugenia Caneva verheiratet.

## Laufbahn
Hermann Behn war ein Kapellmeister und Pianist, der auch eine Reihe von virtuosen Klavierauszügen von Wagner-Opern und sonstigen Werken des bekannten symphonischen Repertoires herausgegeben hat, die noch heute vielfach im Gebrauch sind, darunter eine Bearbeitung von Gustav Mahlers Auferstehungs-Symphonie.
In Hamburg gab er neun Hefte Lieder und Gesänge und eine Klaviersonate c-Moll heraus und bearbeitete Teile der Musikdramen Wagners für zwei Pianoforte zu vier Händen, ebenso Bruckners 7. und Mahlers 2. Sinfonie, drei Vorspiele von Schillings und zwölf klassische Ouvertüren (drei von Mozart, sechs von Beethoven, drei von Weber).
Seit 1897 hielt Behn in Hamburg im Auftrag der Oberschulbehörde öffentliche Vorlesungen über Musikgeschichte und erhielt 1917 vom Hamburger Senat den Professortitel.

## Werke (Auswahl)
- Sieben Lieder für eine Frauenstimme mit Begleitung des Pianoforte op. 1
  - Heft 1, Fr. Kistner, Leipzig 1896 (OCLC 82630995)
  - Heft 2, Fr. Kistner, Leipzig 1896 (OCLC 939870713): Nr. 4 Ein Fichtenbaum steht einsam, Text: Heinrich Heine; Nr. 5 Geständnis, Text: Hermann Behn; Nr. 6 Wanderers Nachtlied, Text: Johann Wolfgang von Goethe; Nr. 7 Nun die Schatten dunkeln, Text: Emanuel Geibel
- Fünf Gesänge für eine mittlere Stimme mit Begleitung des Pianoforte op. 2 (OCLC 935347199, Digitalisat der Herzogin Anna Amalia Bibliothek Weimar): Nr. 1 Der König in Thule, Ballade von Johann Wolfgang von Goethe; Nr. 2 Aus den Himmelsaugen droben, Text: Heinrich Heine; Nr. 3 Gewitter, Text: Hermann Behn; Nr. 4 Wanderers Nachtlied, Text: Johann Wolfgang von Goethe; Nr. 5 Gebet, Text: Friedrich Hebbel
- Fünf Gesänge für eine Baritonstimme mit Begleitung des Pianoforte op. 3, Kistner, Leipzig 1896 (OCLC 82003859): Nr. 1 Im Rhein, im schönen Strome, Text: Heinrich Heine; Nr. 2 Sapphische Rhapsodie, Text: Hermann Behn; Nr. 3 Am Himmelsthor, Text: Conrad Ferdinand Meyer; Nr. 4 Der Ritt in den Tod, Text: Conrad Ferdinand Meyer; Nr. 5 Das heilige Feuer, Text: Conrad Ferdinand Meyer
- Mädchenlieder. Drei Gedichte für hohe Frauenstimme mit Begleitung des Pianoforte op. 4, Kistner, Leipzig (OCLC 260179259)
- Vier Gedichte von Conrad Ferdinand Meyer für eine mittlere Singstimme mit Begleitung des Pianoforte op. 5, Fr. Kistner, 1896 (OCLC 83136244)
- Klaviersonate c-Moll op. 6, Kistner, Leipzig 1896 (OCLC 1030376927)
- Fünf Gedichte für eine Baritonstimme mit Begleitung des Pianoforte op. 7 (OCLC 164915515): Nr. 1 Ich würd’ es hören; Nr. 2 Abendrot im Walde; Nr. 3 Lass scharren deiner Rosse Huf!, Nr. 4 Auf Goldgrund; Nr. 5 Spielzeuge (alle von Conrad Ferdinand Meyer)
- Vier Gedichte für eine Baritonstimme mit Begleitung des Pianoforte op. 8 (OCLC 164915523): Nr. 1 Die drei gemalten Ritter; Nr. 2 Ein Lied Chastelards; Nr. 3 Unter den Sternen; Nr. 4 Die gefesselten Musen (alle von Conrad Ferdinand Meyer)
- Fünf Gedichte von Conrad Ferdinand Meyer für eine mittlere Singstimme mit Begleitung des Pianoforte op. 9, Fr. Kistner, Leipzig 1896 (OCLC 82363230)